# Tipula serrulata
Tipula serrulata är en tvåvingeart som beskrevs av Friedrich Hermann Loew 1864. Tipula serrulata ingår i släktet Tipula och familjen storharkrankar. Inga underarter finns listade i Catalogue of Life.